# Rucksgaße
Rucksgaße ist ein Gemeindeteil der Gemeinde Weißenbrunn im Landkreis Kronach (Oberfranken, Bayern).

## Geografie
Die Einöde liegt am Leßbach, einem linken Zufluss der Rodach, in unmittelbarer Nachbarschaft zu der Rucksmühle im Süden. Im Westen wie im Osten schließen sich bewaldete Anhöhen an. Im Westen wird diese Geiersberg (485 m ü. NHN) genannt. Ein Anliegerweg führt zur Bundesstraße 85 (0,1 km südwestlich), die über Schleyreuth nach Weißenbrunn (1,9 km nordwestlich) bzw. nach Kirchleus verläuft (2,9 km südlich).

## Geschichte
Gegen Ende des 18. Jahrhunderts gab es in Rucksgaße mit Rucksmühle 2 Anwesen. Das Hochgericht übte das Rittergut Weißenbrunn aus. Es hatte ggf. an das bambergische Centamt Kronach auszuliefern. Die Grundherrschaft über die Sölde und die Mahlmühle hatte das Rittergut Weißenbrunn.
Mit dem Gemeindeedikt wurde Rucksgaße dem 1808 gebildeten Steuerdistrikt Weißenbrunn und der 1818 gebildeten Ruralgemeinde Weißenbrunn zugewiesen.

### Einwohnerentwicklung
| Jahr      | 001818 | 001861 | 001871 | 001885 | 001900 | 001925 | 001950 | 001961 | 001970 | 001987 |
| Einwohner |        | 6      | *      | *      | 5      | 7      | 7      | 5      | 4      | 6      |
| Häuser    | 1      |        |        | *      | 1      | 1      | 1      | 1      |        | 1      |
| Quelle    | [ 5 ]  | [ 7 ]  | [ 8 ]  | [ 9 ]  | [ 10 ] | [ 11 ] | [ 12 ] | [ 13 ] | [ 14 ] | [ 1 ]  |

## Religion
Der Ort ist seit der Reformation evangelisch-lutherisch geprägt und in die Dreieinigkeitskirche (Weißenbrunn) gepfarrt.